# Chandrasekharania keralensis
Chandrasekharania keralensis là một loài thực vật có hoa trong họ Hòa thảo. Loài này được V.J.Nair, V.S.Ramach. & Sreek. mô tả khoa học đầu tiên năm 1982.